# Saltzhalen
Saltzhalen is een koffieplantage aan de Commetewanekreek in het district Commewijne in Suriname. Stroomopwaarts grenst zij aan Fortuin, stroomafwaarts aan Hooyland.

## Geschiedenis
De plantage werd aangelegd door de Zwitser Pierre Miville. Hij trouwde in 1714 met Maria Jansz. Zij was het jaar ervoor gemanumitteerd. Na zijn overlijden als gevolg van een slavenopstand op zijn plantage kwam Saltzhalen in het bezit van Maria Jansz. Zijn trouwde in 1727 met Frederic Coenraad Bossé.
Bossé overleed in 1742 en Maria leefde tot 1753. De erfgenamen van Maria Jansz waren de zussen Elisabeth Samson, Nanette Samson en Catharina Opperman. De vrijgeboren Elisabeth trouwde in 1767 met Hermanus Daniel Sobre. Zij bleek een succesvolle zakenvrouw te zijn en werd een rijke vrouw. Na haar overlijden in 1771 gingen haar bezittingen (waaronder elf plantages) en diverse grote woningen in Paramaribo over naar haar zus en naar Sobre. Sobre kwam echter al snel diep in de schulden. Na zijn dood in 1784 blijkt het bezit zwaar met hypotheekschulden belast en Sobre's familie weigerde de erfenis te aanvaarden. Het totale bezit kwam daarop in handen van het negotiatiefonds van Marselis te Amsterdam. In 1793 behoorde Saltzhalen nog tot de boedel H.D. Sobre. De andere helft van Saltzhalen was het eigendom van Nanette Samson.
Saltzhalen was een grote plantage van 1066 akkers waar tot 1843 steeds koffie werd geteeld. In dat jaar werken er ongeveer 60 slaven. Enige tijd later werd de plantage verlaten.
A la bonne heure · Anna's Zorg · Akkerboom · Alliance · Alkmaar · Andresa · Auka · Andreesgift · Bantaskine · Barbados · Batavia · Beekenhorst · Belladrum · Bellevue · Belwaarde · Beninenburg · Berg en Dal · Bergen op Zoom · Berlijn (Commewijne) · Berlijn (Para) · Bethlehem · Boksweide · Boston · Botany Bay · Boxel · Bronswijk · Brouwerslust · Bruinendaal · Bucklebury · Buitenrust · Burnside · Cadrosspark · Caledonia · Campenburg · Cannewapibo · Catharina Sophia · Clevia  · Cliffort-Kokshoven · Clyde · Concordia · Concordia en een Kwart Lot · Courcabo · De Dageraad · De Goede Vriendschap · De Resolutie · De Vier Hendrikken · Diamond · Dijkveld · Domburg · Dordrecht · Eendragt · Elisabeth's Hoop · Ellen · L'Espérance (Nickerierivier) · L'Espérance (Surinamerivier) · Esthersrust · Fairfield · Fortuin · Flora · Florentia · Frederiksburg · Frederiksdorp · Frederikslust · Geertruidenberg · Geyersvlijt · Glensander · Gloria · Groot Chatillon · Groot Marseille · Guadeloupe · Hague · Hamburg · Hamilton · Hamptoncourt · Hannover · Hazard · Hebron · Hecht en Sterk · Hooyland · Hope · Houttuin · Huntly · Huwelijkszorg · Inverness · Jagtlust · Jodensavanne · Johan & Margaretha · Johanna Catharina · Johanna Maria · Johannesburg · John · Katwijk · Kent · Kerkshoven · Killenstein · Klein Bellevue · Kleinhoop · Krappahoek · Kroonenburg · Kwatta · La Jalousie · La Prosperité · La Rencontre · La Ressource (Saramacca) · La Ressource (Surinamerivier) · La Singularité · Laarwijk · Leasowes · Leliëndaal · Leonsberg · Livorno · Longmay · Lunenburg · Lust en Rust · Lustrijk · Maasstroom · Margarethenburg · Maria Petronella · Mariënbosch · Mariënburg · Margaretha's Gift · Mary's Hope · Meerzorg · Merveille · Moed en Kommer · Mon Bijou · Mon Souci · Mon Trésor · Monnikendam · Mopentibo · Morgenster · Moy · Nieuw Mocha · Nieuwzorg · Nieuwe Aanleg · De Nieuwe Grond · Nijd en Spijt · Novar · Nursery · Nut en Schadelijk · Onoribo · Onverwacht · Oranibo · Ornamibo · Overbrug · Overtoom 
· Oxford · Palestina · Paradise · Persévérance · Petersburg · Picardië · Peperpot · Pieterszorg · Plaisance · Poelwijk · Potosie · Purmerend · Reijnsdorp · Reijnsfort · Rijnberk · Roosenburg · Rorac · Rust en Werk · Rustenburg · Saltzhalen · Sans Souci · Saphir · Sarah · Sardam · Schaapstede · Schoonoord · Sinabo en Gelre · Sint Barbara · Sint Eustatius · Slootwijk · Sorgvliet · Spieringshoek · Standvastigheid · Suidwijn · Suzanna's Daal · Toevlugt (Surinamerivier) · Tout Lui Faut · Toledo · Totness · Tyronne · 't Vertrouwen · Victoria · Vierkinderen · Visserszorg · Voorburg · Voorzorg (Saramacca) · Vossenburg · Vredenburg · Vriendsbeleid en Ouderzorg · Vreeland · Waltonhall · Waldijk · Waterloo · Wederzorg · Welbedacht · Welgelegen (Commewijne) · Welgelegen (Coronie) · Welgevallen · Weltevreden · Wolffs Capoerica · Wolfenbüttel · 't Ylant · Zoelen · Zorg en Hoop (hout) · Zorg en Hoop (indigo) · Zorg en Hoop (katoen) · Zorg en Hoop (suiker)